# Eddy Mitchell/Diskografie
Diese Diskografie ist eine Übersicht über die musikalischen Werke des französischen Sängers Eddy Mitchell. Den Schallplattenauszeichnungen zufolge hat er bisher mehr als 4,6 Millionen Tonträger verkauft. Seine erfolgreichste Veröffentlichung ist das Album La même tribu – Volume 1 mit über 300.000 verkauften Einheiten.

## Alben

### Studioalben
| Jahr | Titel                                            | Höchstplatzierung, Gesamtwochen, AuszeichnungChartplatzierungen (Jahr, Titel, Platzierungen, Wochen, Auszeichnungen, Anmerkungen) | Höchstplatzierung, Gesamtwochen, AuszeichnungChartplatzierungen (Jahr, Titel, Platzierungen, Wochen, Auszeichnungen, Anmerkungen) | Höchstplatzierung, Gesamtwochen, AuszeichnungChartplatzierungen (Jahr, Titel, Platzierungen, Wochen, Auszeichnungen, Anmerkungen) | Anmerkungen                                                   | [↑]: gemeinsam behandelt mit vorhergehendem Eintrag; [←]: in beiden Charts platziert |
| Jahr | Titel                                            | FR | BEW | CH | Anmerkungen                                                   |                                                                                      |
| ---- | ------------------------------------------------ | --- | --- | --- | ------------------------------------------------------------- | ------------------------------------------------------------------------------------ |
| 1963 | Voici Eddy... c’était le soldat Mitchell         | — | — | — | Erstveröffentlichung: 1963                                    |                                                                                      |
| 1963 | Eddy in London                                   | — | — | — | Erstveröffentlichung: 1963                                    |                                                                                      |
| 1964 | Panorama                                         | — | — | — | Erstveröffentlichung: 1964                                    |                                                                                      |
| 1965 | Du rock ’n’ roll au rhythm ’n’ blues             | — | — | — | Erstveröffentlichung: 1965                                    |                                                                                      |
| 1965 | Perspective 66                                   | — | — | — | Erstveröffentlichung: November 1965                           |                                                                                      |
| 1966 | Seul                                             | — | — | — | Erstveröffentlichung: 1966                                    |                                                                                      |
| 1967 | De Londres à Memphis                             | — | — | — | Erstveröffentlichung: 1967                                    |                                                                                      |
| 1968 | Sept Colts pour Schmoll                          | — | — | — | Erstveröffentlichung: September 1968                          |                                                                                      |
| 1969 | Mitchellville                                    | — | — | — | Erstveröffentlichung: Dezember 1969                           |                                                                                      |
| 1971 | Rock n’Roll                                      | — | — | — | Erstveröffentlichung: 1971                                    |                                                                                      |
| 1972 | Zig-zag                                          | — | — | — | Erstveröffentlichung: März 1972                               |                                                                                      |
| 1972 | Dieu bénisse le rock’n’roll                      | — | — | — | Erstveröffentlichung: Dezember 1972                           |                                                                                      |
| 1974 | Ketchup électrique                               | — | — | — | Erstveröffentlichung: Mai 1974                                |                                                                                      |
| 1974 | Rocking In Nashville                             | FR193 Gold · (1 Wo.)FR | — | — | Erstveröffentlichung: November 1974 Charteinstieg FR: 2014    |                                                                                      |
| 1975 | Made in USA                                      | FR— GoldFR | — | — | Erstveröffentlichung: Oktober 1975                            |                                                                                      |
| 1976 | Sur la route de Memphis                          | FR— GoldFR | — | — | Erstveröffentlichung: November 1976                           |                                                                                      |
| 1977 | La Dernière Séance                               | FR— GoldFR | — | — | Erstveröffentlichung: Oktober 1977                            |                                                                                      |
| 1978 | Après minuit                                     | — | — | — | Erstveröffentlichung: 20. Oktober 1979                        |                                                                                      |
| 1979 | C’est bien fait                                  | FR— GoldFR | — | — | Erstveröffentlichung: November 1979                           |                                                                                      |
| 1980 | Happy Birthday                                   | FR— GoldFR | — | — | Erstveröffentlichung: 1980                                    |                                                                                      |
| 1982 | Le Cimetière des éléphants                       | FR— GoldFR | — | — | Erstveröffentlichung: 1982                                    |                                                                                      |
| 1984 | Racines                                          | FR— GoldFR | — | — | Erstveröffentlichung: 1984                                    |                                                                                      |
| 1986 | Paris                                            | — | — | — | Erstveröffentlichung: 1986                                    |                                                                                      |
| 1987 | Mitchell                                         | — | — | — | Erstveröffentlichung: 1987                                    |                                                                                      |
| 1989 | Ici Londres                                      | — | — | — | Erstveröffentlichung: 1989                                    |                                                                                      |
| 1993 | Rio Grande                                       | FR— PlatinFR | — | — | Erstveröffentlichung: 10. Juni 1993                           |                                                                                      |
| 1996 | Mr. Eddy                                         | FR2 Platin · (41 Wo.)FR | BEW9 (14 Wo.)BEW | — | Erstveröffentlichung: 19. August 1996                         |                                                                                      |
| 1999 | Les nouvelles aventures d’Eddy Mitchell          | FR2 Platin · (39 Wo.)FR | BEW22 (6 Wo.)BEW | — | Erstveröffentlichung: 1. Oktober 1999                         |                                                                                      |
| 2000 | Les nouvelles aventures d’Eddy: Nouvelle Orléans | FR42 (1 Wo.)FR[BEW: ↑] | BEW22 (6 Wo.)BEW | — | erweitere Version von Les nouvelles aventures d’Eddy Mitchell |                                                                                      |
| 2003 | Frenchy                                          | FR2 ×2Doppelgold · (46 Wo.)FR | BEW5 (10 Wo.)BEW | CH33 (8 Wo.)CH | Erstveröffentlichung: 19. Mai 2003                            |                                                                                      |
| 2006 | Jambalaya                                        | FR2 Gold · (55 Wo.)FR | BEW11 (24 Wo.)BEW | CH43 (4 Wo.)CH | Erstveröffentlichung: 23. Oktober 2006                        |                                                                                      |
| 2009 | Grand écran                                      | FR2 Platin · (58 Wo.)FR | BEW14 (24 Wo.)BEW | CH66 (2 Wo.)CH | Erstveröffentlichung: 23. November 2009                       |                                                                                      |
| 2010 | Come Back                                        | FR1 Platin · (43 Wo.)FR | BEW6 (21 Wo.)BEW | CH49 (3 Wo.)CH | Erstveröffentlichung: 18. Oktober 2010                        |                                                                                      |
| 2013 | Héros                                            | FR5 Platin · (28 Wo.)FR | BEW10 (19 Wo.)BEW | CH67 (2 Wo.)CH | Erstveröffentlichung: 4. November 2013                        |                                                                                      |
| 2015 | Big Band                                         | FR6 Platin · (33 Wo.)FR | BEW7 (26 Wo.)BEW | CH15 (3 Wo.)CH | Erstveröffentlichung: 23. Oktober 2015                        |                                                                                      |
| 2017 | La même tribu – Volume 1                         | FR4 ×3Dreifachplatin · (78 Wo.)FR                                                                                                 | BEW16 (20 Wo.)BEW | CH46 (6 Wo.)CH | Erstveröffentlichung: 10. November 2017                       |                                                                                      |
| 2018 | La même tribu – Volume 2                         | FR3 Platin · (6 Wo.)FR | BEW8 (25 Wo.)BEW | CH28 (4 Wo.)CH | Erstveröffentlichung: 25. Mai 2018                            |                                                                                      |
| 2021 | Country Rock                                     | FR3 Gold · (26 Wo.)FR | BEW15 (15 Wo.)BEW | CH25 (5 Wo.)CH | Erstveröffentlichung: 19. November 2021                       |                                                                                      |
| 2024 | Amigos                                           | FR3 Gold · (14 Wo.)FR | BEW11 (10 Wo.)BEW | CH23 (2 Wo.)CH | Erstveröffentlichung: 29. November 2024                       |                                                                                      |

grau schraffiert: keine Chartdaten aus diesem Jahr verfügbar

### Livealben
| Jahr | Titel                                 | Höchstplatzierung, Gesamtwochen, AuszeichnungChartplatzierungen (Jahr, Titel, Platzierungen, Wochen, Auszeichnungen, Anmerkungen) | Höchstplatzierung, Gesamtwochen, AuszeichnungChartplatzierungen (Jahr, Titel, Platzierungen, Wochen, Auszeichnungen, Anmerkungen) | Höchstplatzierung, Gesamtwochen, AuszeichnungChartplatzierungen (Jahr, Titel, Platzierungen, Wochen, Auszeichnungen, Anmerkungen) | Anmerkungen                                                                  |
| Jahr | Titel                                 | FR | BEW | CH | Anmerkungen                                                                  |
| ---- | ------------------------------------- | --- | --- | --- | ---------------------------------------------------------------------------- |
| 1997 | Mr. Eddy à Bercy 97                   | FR30 Gold · (8 Wo.)FR | BEW9 (14 Wo.)BEW | — |                                                                              |
| 2001 | Live 2000                             | FR16 Gold · (22 Wo.)FR | BEW31 (3 Wo.)BEW | — |                                                                              |
| 2004 | Frenchy Tour                          | FR76 (8 Wo.)FR | — | — |                                                                              |
| 2007 | Jambalaya Tour                        | FR60 (8 Wo.)FR | — | — | Erstveröffentlichung: 19. November 2007                                      |
| 2011 | Ma dernière séance                    | FR13 (37 Wo.)FR | BEW35 (13 Wo.)BEW | — | Erstveröffentlichung: 5. Dezember 2011                                       |
| 2016 | Big Band – Palais des Sports 2016     | FR45 (8 Wo.)FR | BEW54 (17 Wo.)BEW | — | Erstveröffentlichung: 2. Dezember 2016                                       |
| 2019 | Les vieilles canailles – L’album live | FR1 ×2Doppelplatin · (70 Wo.)FR                                                                                                   | BEW1 (47 Wo.)BEW | CH4 (10 Wo.)CH | Erstveröffentlichung: 8. November 2019 mit Johnny Hallyday & Jacques Dutronc |

Weitere Livealben
- 1994: Casino De Paris 1990 (FR: Gold)

### Kompilationen
| Jahr | Titel                                                              | Höchstplatzierung, Gesamtwochen, AuszeichnungChartplatzierungen (Jahr, Titel, Platzierungen, Wochen, Auszeichnungen, Anmerkungen) | Höchstplatzierung, Gesamtwochen, AuszeichnungChartplatzierungen (Jahr, Titel, Platzierungen, Wochen, Auszeichnungen, Anmerkungen) | Höchstplatzierung, Gesamtwochen, AuszeichnungChartplatzierungen (Jahr, Titel, Platzierungen, Wochen, Auszeichnungen, Anmerkungen) | Anmerkungen                                                                                             |
| Jahr | Titel                                                              | FR | BEW | CH | Anmerkungen                                                                                             |
| ---- | ------------------------------------------------------------------ | --- | --- | --- | --- |
| 1998 | Eddy Lover                                                         | — | BEW15 (9 Wo.)BEW | — | |
| 1998 | Eddy Rocker                                                        | — | BEW37 (1 Wo.)BEW | — | |
| 2007 | Les 50 plus belles chansons                                        | — | BEW189 (1 Wo.)BEW | — | Erstveröffentlichung: 5. November 2007 Charteinstieg: 2014                                              |
| 2010 | L’essentiel des albums studio                                      | FR91 (2 Wo.)FR | — | — | Erstveröffentlichung: 18. Oktober 2010                                                                  |
| 2014 | Best of des légendes yéyés                                         | — | BEW67 (7 Wo.)BEW | — | Erstveröffentlichung: 3. Oktober 2014 mit Johnny Hallyday, Sylvie Vartan, Richard Anthony & Dick Rivers |
| 2014 | Les vieilles canailles – Les Best Of Dutronc / Hallyday / Mitchell | FR9 (19 Wo.)FR | BEW20 (53 Wo.)BEW | CH47 (3 Wo.)CH | Erstveröffentlichung: 3. November 2014 mit Johnny Hallyday & Jacques Dutronc Charteinstieg CH: 2017     |
| 2015 | Country – Part 1                                                   | FR114 (1 Wo.)FR | — | — | mit Johnny Hallyday                                                                                     |
| 2015 | Le Best of                                                         | FR139 (2 Wo.)FR | — | — | Erstveröffentlichung: 13. Juni 2003                                                                     |
| 2018 | La même tribu – Intégrale                                          | FR106 (4 Wo.)FR | BEW32 (12 Wo.)BEW | — | Erstveröffentlichung: 25. Mai 2018                                                                      |
| 2021 | Intégrale acte II – 1980–2020                                      | — | BEW128 (1 Wo.)BEW | — | |
| 2023 | L’album de sa vie – 50 titres                                      | FR6 Gold · (56 Wo.)FR | BEW39 (3 Wo.)BEW | — | Erstveröffentlichung: 13. Oktober 2023                                                                  |

Weitere Kompilationen
- 1981: Eddy Mitchell (FR: Gold)
- 1984: Fan Album
- 1992: Tout Eddy ou presque (Coffret) (FR: ×2Doppelgold )
- 1994: Best of (FR: Platin)
- 2004: Best of Eddy Mitchell (FR: Gold)

## Singles

### Als Leadmusiker
| Jahr | Titel Album                                                                     | Höchstplatzierung, Gesamtwochen, AuszeichnungChartplatzierungen (Jahr, Titel, Album, Platzierungen, Wochen, Auszeichnungen, Anmerkungen) | Höchstplatzierung, Gesamtwochen, AuszeichnungChartplatzierungen (Jahr, Titel, Album, Platzierungen, Wochen, Auszeichnungen, Anmerkungen) | Höchstplatzierung, Gesamtwochen, AuszeichnungChartplatzierungen (Jahr, Titel, Album, Platzierungen, Wochen, Auszeichnungen, Anmerkungen) | Anmerkungen                             | [↑]: gemeinsam behandelt mit vorhergehendem Eintrag; [←]: in beiden Charts platziert |
| Jahr | Titel Album                                                                     | FR | BEF | BEW | Anmerkungen                             |                                                                                      |
| ---- | ------------------------------------------------------------------------------- | --- | --- | --- | --------------------------------------- | ------------------------------------------------------------------------------------ |
| 1962 | Mais reviens-moi Voici Eddy... c’était le soldat Mitchell                       | — | BEF39 (8 Wo.)BEF [BEW: ←] | BEF39 (8 Wo.)BEF [BEW: ←] |                                         |                                                                                      |
| 1963 | Be bop a lula 63 –                                                              | — | BEF40 (12 Wo.)BEF [BEW: ←] | BEF40 (12 Wo.)BEF [BEW: ←] |                                         |                                                                                      |
| 1963 | Quand une fille me plaît Voici Eddy... c’était le soldat Mitchell               | — | BEF33 (8 Wo.)BEF [BEW: ←] | BEF33 (8 Wo.)BEF [BEW: ←] |                                         |                                                                                      |
| 1963 | Je reviendrai Voici Eddy... c’était le soldat Mitchell                          | — | BEF47 (4 Wo.)BEF [BEW: ←] | BEF47 (4 Wo.)BEF [BEW: ←] |                                         |                                                                                      |
| 1964 | Sentimentale Eddy in London                                                     | — | BEF44 (8 Wo.)BEF [BEW: ←] | BEF44 (8 Wo.)BEF [BEW: ←] |                                         |                                                                                      |
| 1964 | Ma maîtresse d’école –                                                          | — | BEF40 (8 Wo.)BEF [BEW: ←] | BEF40 (8 Wo.)BEF [BEW: ←] |                                         |                                                                                      |
| 1964 | Pas de chance Panorama                                                          | — | BEF43 (8 Wo.)BEF [BEW: ←] | BEF43 (8 Wo.)BEF [BEW: ←] |                                         |                                                                                      |
| 1964 | Repose Beethoven Panorama                                                       | — | BEF43 (8 Wo.)BEF [BEW: ←] | BEF43 (8 Wo.)BEF [BEW: ←] |                                         |                                                                                      |
| 1964 | Toujours un coin qui me rappelle Toute la ville en parle... Eddy est formidable | — | BEF3 (28 Wo.)BEF [BEW: ←] | BEF3 (28 Wo.)BEF [BEW: ←] |                                         |                                                                                      |
| 1965 | J’ai perdu mon amour Toute la ville en parle... Eddy est formidable             | — | BEF19 (16 Wo.)BEF [BEW: ←] | BEF19 (16 Wo.)BEF [BEW: ←] |                                         |                                                                                      |
| 1965 | Personne au monde Du rock ’n’ roll au rhythm ’n’ blues                          | — | BEF48 (4 Wo.)BEF [BEW: ←] | BEF48 (4 Wo.)BEF [BEW: ←] |                                         |                                                                                      |
| 1965 | Rien qu’un seul mot Perspective 66                                              | — | BEF48 (4 Wo.)BEF [BEW: ←] | BEF48 (4 Wo.)BEF [BEW: ←] |                                         |                                                                                      |
| 1966 | Et s’il n’en reste qu’un Perspective 66                                         | — | BEF28 (16 Wo.)BEF [BEW: ←] | BEF28 (16 Wo.)BEF [BEW: ←] |                                         |                                                                                      |
| 1966 | Fortissimo –                                                                    | — | BEF45 (4 Wo.)BEF [BEW: ←] | BEF45 (4 Wo.)BEF [BEW: ←] |                                         |                                                                                      |
| 1966 | J’ai oublié de l’oublier Seul                                                   | — | BEF43 (3 Wo.)BEF [BEW: ←] | BEF43 (3 Wo.)BEF [BEW: ←] |                                         |                                                                                      |
| 1966 | Seul                                                                            | — | BEF36 (8 Wo.)BEF [BEW: ←] | BEF36 (8 Wo.)BEF [BEW: ←] |                                         |                                                                                      |
| 1967 | Bye bye prêcheur De Londres à Memphis                                           | — | BEF31 (8 Wo.)BEF [BEW: ←] | BEF31 (8 Wo.)BEF [BEW: ←] |                                         |                                                                                      |
| 1967 | Alice De Londres à Memphis                                                      | — | BEF8 (20 Wo.)BEF [BEW: ←] | BEF8 (20 Wo.)BEF [BEW: ←] |                                         |                                                                                      |
| 1967 | Le début de la fin De Londres à Memphis                                         | — | BEF36 (5 Wo.)BEF [BEW: ←] | BEF36 (5 Wo.)BEF [BEW: ←] |                                         |                                                                                      |
| 1968 | Je n’aime que toi –                                                             | — | BEF14 (15 Wo.)BEF [BEW: ←] | BEF14 (15 Wo.)BEF [BEW: ←] |                                         |                                                                                      |
| 1968 | Sunny Sept Colts pour Schmoll                                                   | — | BEF41 (4 Wo.)BEF [BEW: ←] | BEF41 (4 Wo.)BEF [BEW: ←] |                                         |                                                                                      |
| 1969 | Il a suffi d’une fille –                                                        | — | BEF35 (5 Wo.)BEF [BEW: ←] | BEF35 (5 Wo.)BEF [BEW: ←] |                                         |                                                                                      |
| 1969 | Miss Caroline Mitchellville                                                     | — | BEF41 (3 Wo.)BEF [BEW: ←] | BEF41 (3 Wo.)BEF [BEW: ←] |                                         |                                                                                      |
| 1970 | Arizona –                                                                       | — | BEF37 (4 Wo.)BEF [BEW: ←] | BEF37 (4 Wo.)BEF [BEW: ←] |                                         |                                                                                      |
| 1971 | C’est facile –                                                                  | — | BEF33 (6 Wo.)BEF [BEW: ←] | BEF33 (6 Wo.)BEF [BEW: ←] |                                         |                                                                                      |
| 1972 | En revenant vers toi Zig-zag                                                    | — | BEF48 (1 Wo.)BEF [BEW: ←] | BEF48 (1 Wo.)BEF [BEW: ←] |                                         |                                                                                      |
| 1975 | C’est la vie mon chéri –                                                        | — | BEF27 (7 Wo.)BEF [BEW: ←] | BEF27 (7 Wo.)BEF [BEW: ←] |                                         |                                                                                      |
| 1975 | C’est un rocker –                                                               | — | BEF36 (4 Wo.)BEF [BEW: ←] | BEF36 (4 Wo.)BEF [BEW: ←] |                                         |                                                                                      |
| 1975 | Bye, bye, Johnny B. Good –                                                      | — | BEF36 (3 Wo.)BEF [BEW: ←] | BEF36 (3 Wo.)BEF [BEW: ←] |                                         |                                                                                      |
| 1976 | Je vais craquer bientôt Made in USA                                             | — | BEF22 (7 Wo.)BEF [BEW: ←] | BEF22 (7 Wo.)BEF [BEW: ←] |                                         |                                                                                      |
| 1976 | Pas de boogie woogie –                                                          | — | BEF16 (10 Wo.)BEF [BEW: ←] | BEF16 (10 Wo.)BEF [BEW: ←] |                                         |                                                                                      |
| 1977 | Sur la route de Memphis                                                         | — | BEF18 (9 Wo.)BEF [BEW: ←] | BEF18 (9 Wo.)BEF [BEW: ←] |                                         |                                                                                      |
| 1977 | La fille du motel Sur la route de Memphis                                       | — | BEF18 (8 Wo.)BEF [BEW: ←] | BEF18 (8 Wo.)BEF [BEW: ←] |                                         |                                                                                      |
| 1977 | La dernière séance                                                              | — | BEF15 (6 Wo.)BEF [BEW: ←] | BEF15 (6 Wo.)BEF [BEW: ←] |                                         |                                                                                      |
| 1980 | Couleur Menthe a l’eau Happy Birthday                                           | FR— GoldFR | — | — |                                         |                                                                                      |
| 1984 | Comme quand j’étais môme Racines                                                | FR45 (1 Wo.)FR | — | — |                                         |                                                                                      |
| 1989 | Lèche-bottes blues Ici Londres                                                  | FR46 (5 Wo.)FR | — | — |                                         |                                                                                      |
| 1993 | Rio Grande                                                                      | FR43 (6 Wo.)FR | — | — |                                         |                                                                                      |
| 1996 | Un portrait de Norman Rockwell Mr. Eddy                                         | FR47 (1 Wo.)FR | — | — |                                         |                                                                                      |
| 1999 | Ton homme de paille Les nouvelles aventures d’Eddy Mitchell                     | FR86 (4 Wo.)FR | — | — |                                         |                                                                                      |
| 2000 | J’aime pas les gens heureux Les nouvelles aventures d’Eddy Mitchell             | FR73 (9 Wo.)FR | — | — |                                         |                                                                                      |
| 2000 | Décrocher les étoiles Les nouvelles aventures d’Eddy Mitchell                   | FR80 (10 Wo.)FR | — | — |                                         |                                                                                      |
| 2003 | Sur la route 66 Frenchy                                                         | FR64 (7 Wo.)FR | — | — |                                         |                                                                                      |
| 2003 | J’aime les interdits Frenchy                                                    | FR88 (1 Wo.)FR | — | — |                                         |                                                                                      |
| 2010 | L’esprit grande prairie Come Back                                               | — | — | BEW28 (2 Wo.)BEW | Erstveröffentlichung: 6. September 2010 |                                                                                      |
| 2013 | Les vrais héros Héros                                                           | FR193 (1 Wo.)FR | — | — | Erstveröffentlichung: 2. September 2013 |                                                                                      |

grau schraffiert: keine Chartdaten aus diesem Jahr verfügbar

## Videoalben
- 2003: Live 2000 (FR: Platin)
- 2004: Frenchy Tour (FR: Platin)
- 2008: Jambalaya Tour (FR: Platin)
- 2020: Les Vieilles Canailles: L’Album Live (FR: Diamant)

## Statistik

### Chartauswertung
|                     | FR     | BEW      | CH     |
| ------------------- | ------ | -------- | ------ |
| Nummer-eins-Alben   | FR2FR  | BEW1BEW  | CH—CH  |
| Top-10-Alben        | FR15FR | BEW8BEW  | CH1CH  |
| Alben in den Charts | FR27FR | BEW25BEW | CH12CH |

|                       | FR     | BEW      | CH    |
| --------------------- | ------ | -------- | ----- |
| Nummer-eins-Singles   | FR—FR  | BEW—BEW  | CH—CH |
| Top-10-Singles        | FR10FR | BEW2BEW  | CH—CH |
| Singles in den Charts | FR10FR | BEW35BEW | CH—CH |

### Auszeichnungen für Musikverkäufe
Anmerkung: Auszeichnungen in Ländern aus den Charttabellen bzw. Chartboxen sind in ebendiesen zu finden.
| Land/RegionAuszeichnungen für Musikverkäufe (Land/Region, Auszeichnungen, Verkäufe, Quellen) | Gold       | Platin       | Diamant  | Verkäufe  | Quellen                     |
| -------------------------------------------------------------------------------------------- | ---------- | ------------ | -------- | --------- | --------------------------- |
| Frankreich (SNEP)                                                                            | 22× Gold22 | 17× Platin17 | Diamant1 | 4.645.000 | infodisc.fr snepmusique.com |
| Insgesamt                                                                                    | 22× Gold22 | 17× Platin17 | Diamant1 |           |                             |